# HD 76143
HD 76143 är en ensam stjärna i den norra delen av stjärnbilden Flygfisken. Den har en skenbar magnitud av ca 5,33 och är svagt synlig för blotta ögat där ljusföroreningar ej förekommer. Baserat på parallax enligt Gaia Data Release 2 på ca 18,8 mas, beräknas den befinna sig på ett avstånd på ca 173 ljusår (ca 53 parsek) från solen. Den rör sig bort från solen med en heliocentrisk radialhastighet på ca 41 km/s.

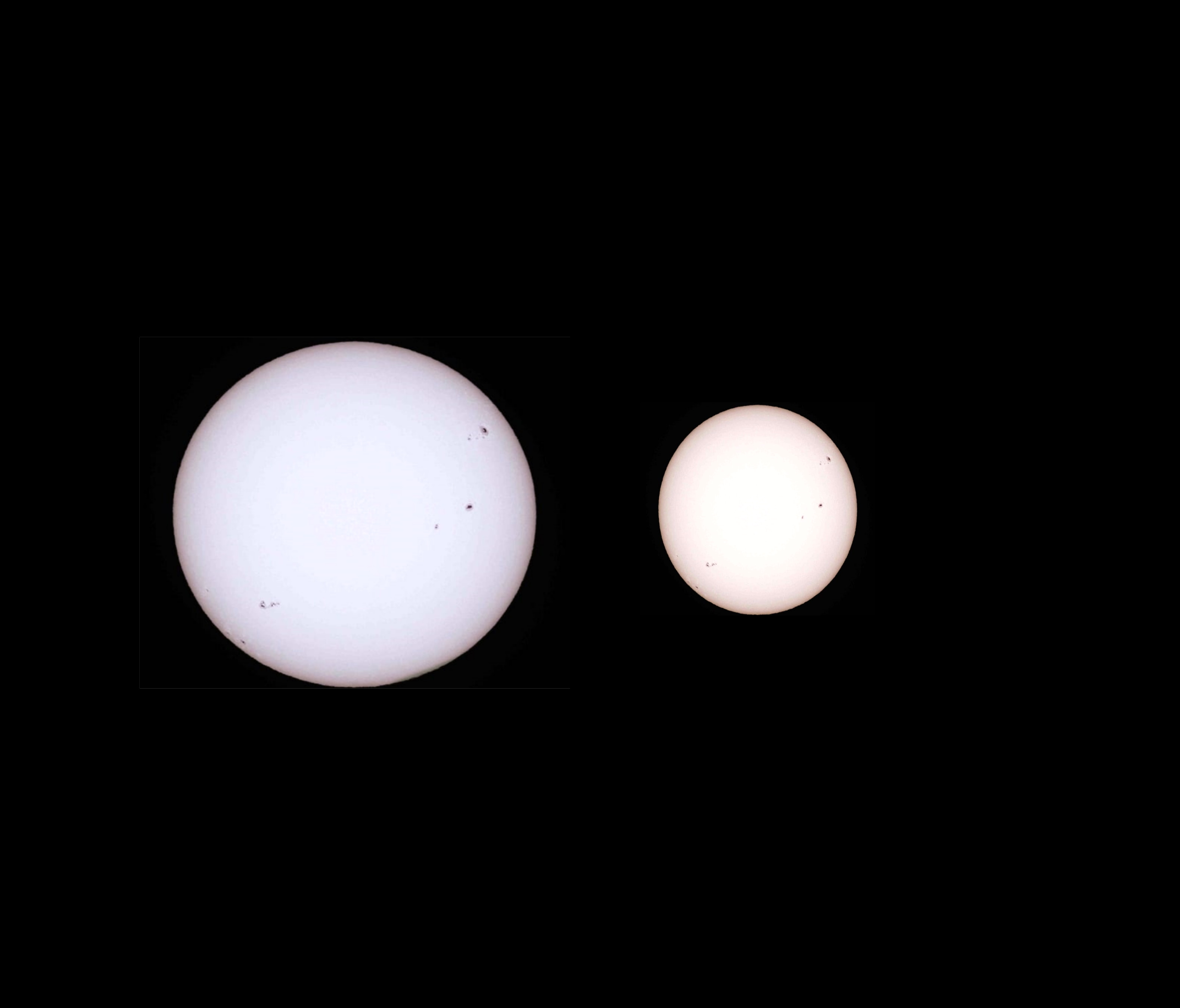
HD 76143 jämförd med solen

## Egenskaper
HD 76143 är en gul till vit underjättestjärna av spektralklass F5 IV, som har börjat utvecklas bort från huvudserien. Den har en massa som är ca 1,4 solmassor, en radie som är ca 3,2 solradier och har ca 17 gånger solens utstrålning av energi från dess fotosfär vid en effektiv temperatur av ca 6 500 K.
HD 76143 har en svag följeslagare av 12:e magnituden separerad med 36,7 bågsekunder.